# Веремейский сельсовет
Вереме́йский сельсовет — административная единица на территории Чериковского района Могилёвской области Белоруссии.

## История
1924 год, 20 августа. Чериковский район был разделён на 15 сельсоветов, в том числе были образованы Веремейский и Каменский сельсоветы (населенные пункты в настоящее время входят в состав Веремейского сельсовета).
1931 год, 5 декабря. Веремейский сельсовет был переведен в Чаусский район, но уже 20 января 1932 года переведен в Чериковский район.
1938 год. На 1 января в Веремейском сельсовете проживало 1958 человек, в Каменском — 1108. Депутатом Верховного Совета БССР была избрана Федосенко Агафья Ивановна — председатель Веремейского сельсовета, расстреляна немецко-фашистскими оккупантами в 1941 году.
1938 год. Звание Героя Советского Союза было присвоено уроженцу деревни Удога Евгению Макаровичу Николаенко.
1959 год, 16 января по административной реформе к Краснопольскому району присоединена часть ликвидированного Чериковского района и сам город Чериков. Веремейский сельсовет отошел к Кричевскому району.
1966 год. Указом Президиума Верховного Совета БССР от 30.07.1966 года был образован Чериковский район Могилевской области, куда и был передан Веремейский сельский Совет.
С 2006 года Веремейки — агрогородок.

## Промышленность и сельское хозяйство
- Частное производственно-торговое унитарное предприятие "Агрокомплекс «Светлый»
- Промышленные предприятия:
- Веремейское лесничество ГЛХУ «Чериковский лесхоз»
- 2 фермерских хозяйства

## Социальная сфера
- Веремейский сельский центр культуры
- Норковский сельский клуб
- Удожский сельский клуб
- Веремейская сельская библиотека
- Удожская сельская библиотека
- Веремейская детская школа искусств
- Учреждения образования:
- ГУО «Веремейская средняя школа»
- ГУО «Веремейские ясли-сад»

## Учреждения здравоохранения
- Веремейская сельская врачебная амбулатория
- Норковский фельдшерско-акушерский пункт
- Удожский фельдшерско-акушерский пункт

## Состав
Веремейский сельсовет включает 21 населённый пункт:
- Анютино — деревня.
- Бельгийский — посёлок.
- Веремейки — агрогородок.
- Городец — посёлок.
- Забочев — деревня.
- Загурковище — деревня.
- Каменка — деревня.
- Колода — деревня.
- Корма — посёлок.
- Красный — посёлок.
- Ляхи — деревня.
- Мосток — посёлок.
- Новая Белица — деревня.
- Норки — деревня.
- Селище — деревня.
- Старая Белица — деревня.
- Удога — деревня.
- Чернышин — посёлок.
- Юдовка — деревня.
- Ясная Заря — деревня.

Упразднённые населённые пункты на территории сельсовета:
- Косарь — деревня.
- Ясная Поляна — деревня упразднена в 2012 году[2].